# Francesco Onofrio Odierna
Francesco Onofrio Odierna (Napoli, 13 o 14 maggio 1644 – Napoli, 1736) è stato un vescovo cattolico italiano.
Figlio del giurista e membro del Sacro Regio Consiglio Giovan Battista Odierna, fu vescovo di Bitetto, poi di Valva e Sulmona, infine vescovo titolare di Berito.